# Tamara Gabbe
Tamara Grigorievna Gabbe (parfois Gabbé, Тамара Григорьевна Га́ббе), née Gabe, le 3/16 mars 1903 à Saint-Pétersbourg et morte le 2 mars 1960 à Moscou, est une femme de lettres soviétique, traductrice, folkloriste, dramaturge, rédactrice et critique littéraire. Elle a publié plusieurs pièces de théâtre dans le genre du conte enfantin (La Ville des maîtres, ou conte sur deux bossus, Advotia la petite fille de Riazan, La Pantoufle de cristal, Les Anneaux magiques d'Almanzor, etc.).

## Biographie
Tamara Gabbe naît à Saint-Pétersbourg en 1903,, dans une famille juive assimilée. Son père, Grigory Mikhaïlovitch Gabe (né Herschon Mikhelevitch Gabe), né le 20 mai 1873 à Wilna et mort en 1910, s'installe à Saint-Pétersbourg vers 1894 et en 1901 est diplômé de l'académie impériale de médecine et de chirurgie et devient soignant militaire. Sa mère, Evguenia Samoïlovna, est née en 1881 et morte en 1957. Tamara est la nièce de l'architecte Rufin Gabe. Son grand-père paternel, Mikhel Iakovlevitch Gabe (1842-1908), reçoit la permission de déménager de Wilna à Saint-Pétersbourg, où il est ouvrier coupeur de timbres (en 1870), passé maître (en 1885)  du département des médailles de l'hôtel de la Monnaie de Saint-Pétersbourg.
La famille déménage avec le père sur ses lieux d'affectation (Grozny, Tavasehus, Helsingfors). Sa dernière affectation est à Vyborg, où il meurt et est enterré au cimetière de Sorvali. Sa veuve, Evguenia Samoïlovna, se remarie plus tard avec un stomatologue juif, Solomon Markovitch Gourévitch (1883-1956), et qui parvient à devenir proche de Tamara Gabbe. Celle-ci étudie au lycée classique de jeunes filles de Vyborg, apprenant à parler couramment l'allemand, le français et le suédois. Après l'indépendance de la Finlande, en 1917, la famille Gourévitch s'installe à Pétrograd (ex-Saint-Pétersbourg), où elle passe les années de la guerre civile.
Tamara Gabbe entre en 1924 à la faculté de lettres de l'institut d'histoire de l'art de Léningrad (nouveau nom de Pétrograd) où elle fait la connaissance pendant l'hiver 1924-1925 des étudiantes Lydia Tchoukovskaïa, Alexandra Lioubarskaïa et Zoïa Zadounaïskaïa, qui vont devenie ses amies à vie. Elle est diplômée de l'institut en 1930 et travaille quelque temps comme institutrice, puis devient rédactrice au département de la littérature enfantine  des éditions d'État (Gosizdat), dirigé par Samouil Marchak.
Elle se marie avec l'ingénieur Iossif Izraïlevitch Guinzbourg. Au printemps 1941, il est condamné à cinq ans de prison pour s'être prononcé négativement à propos du pacte Molotov-Ribbentrop. Il est tué en 1945 par la rupture d'un barrage au camp de travaux forcés de Karaganda.
Le premier livre de Tamara Gabbe est publié en 1930, Les Souvenirs d'un écolier américain, réécrit à partir du livre d'Aldrich, The Story of a Bad Boy, en collaboration avec Zoïa Zadounaïskaïa; puis en 1931, toujours en collaboration avec cette dernière, une réécriture des Voyages de Gulliver d'après Jonathan Swift, pour les écoliers des petites classes.
En 1937, la rédaction des éditions de la littérature enfantine de Léningrad est fermée par les autorités pendant les grandes purges staliniennes. Des collaborateurs, dont Lydia Tchoukovskaïa, sont renvoyés et d'autres comme Tamara Gabbe sont arrêtés. Elle est libérée de prison en 1938. Au début de la Grande Guerre patriotique (1941-1945), elle se trouve dans le siège de Léningrad et réussit à quitter la ville avec sa mère en 1942 pour Moscou. Au printemps 1943, son frère cadet, le sergent Mikhaïl Gabbe (1909-1943), meurt de blessures. Pendant sept ans, Tamara est infirmière au chevet d'une mère désespérément malade.
Tamara passe les dernières années de sa vie malade d'un cancer de l'estomac et du foie. Elle meurt le 2 mars 1960 et est enterrée au cimetière Novodievitchi (division n° 5) aux côtés de sa mère et de son beau-père. L'auteur de la sépulture est son cousin germain, Mikhaïl Roufinovitch Gabe.

## Famille
- Cousines germaines : Dina Gabe (1912-1982), microbiologiste ; Mira Gabe (1914-1984), artiste graphiste.
- Cousins germains : Mikhaïl Gabe (1917-1984), sculpteur et peintre ; Iossif Gabe (1922-1991), ingénieur en radiotechnique, inventeur[15].

## Œuvre
Elle est plutôt connue pour son recueil de cinq pièces de théâtre La Ville des maîtres («Город мастеров», 1958, 2е éd. 1961).
Elle s'intéresse au folklore russe; son ouvrage dans ce domaine, Быль и небыль, est réputé. Ses contes et légendes russes populaires ont été publiés post-mortem en 1966 à Novossibirsk avec deux préfaces, de Samouil Marchak et de Vera Smirnova. Également publié post-mortem, son recueil Sur les chemins des contes («По дорогам сказки») en collaboration avec A. Lioubarskaïa paraît à Moscou en 1962. Toute sa vie, Tamara Gabbe a traduit ou adapté du français des contes populaires français, comme ceux de Charles Perrault, mais aussi les contes d'Andersen et ceux des frères Grimm. Elle adapte en russe aussi avec l'aide de Zoïa Zadounaïskaïa Les Souvenirs d'un écolier américain (The Story of a Bad Boy) de Thomas Bailey Aldrich. Elle a été « nègre » pour le roman de Iouri Trifonov, Les Étudiants, pour lequel il a reçu le prix Staline de IIIe classe.
Tous les contes de Tamara Gabbe traitent de catégories éternelles : honneur et loyauté, dignité humaine, sentiments patriotiques profonds. Leur base de conflit est la lutte de l'esprit, du courage, de la générosité sincère et de l'altruisme contre la stupidité, la cupidité et l'hypocrisie.

### Pièces de théâtre
- 1941: «Хрустальный башмачок» [La Pantoufle de cristal], conte dramatique en quatre actes
- 1943: «Город Мастеров, или Сказка о двух горбунах» [La Ville des maîtres, ou Conte sur deux bossus], spectacle en quatre actes
- 1946: «Авдотья Рязаночка» [Avdotia, la petite fille de Riazan], conte dramatique en quatre actes et six tableaux
- 1946: «Хрустальный башмачок» [La Pantoufle de cristal] (variante pour amateurs)
- 1948: «Дальнее следование» [Étape suivante], comédie en un acte
- 1950: «Город мастеров, или Сказка о двух горбунах» [La Ville des maîtres] (variante pour amateurs)
- 1953: «Оловянные кольца» [Les Anneaux d'étain] («Волшебные кольца Альманзора» [Les Anneaux magiques d'Almanzor]), conte-comédie en quatre actes
- 1953: «Волынщик из Стракониц» [Le Joueur de cornemuse de Strakonice] (de Josef Kajetán Tyl. Pièce-conte en trois actes. Traduction du tchèque et nouvelle refonte de T. Gabbe, F. Daniel, Boudimir Metalnikov)
- 1958: «Сказка про солдата и змею» [Conte du soldat et du serpent], représentation en quatre actes et onze tableaux

### Scénario
- 1958:  «Исполнение желаний» [La Réalisation des désirs] (d'après le conte Zerbin le Farouche d'Édouard Lefebvre de Laboulaye)

## Hommages
Un chapitre entier de l'essai d'Evgueni Schwarz, Le Répertoire téléphonique («Телефонная книжка»), est consacré à Tamara Gabbe, ainsi que l'article de Samouil Marchak Quel âge a le conte? («Сколько лет сказке?») dans la revue Théâtre n° 12 de 1961. Elena Tchoukovskaïa fait paraître une publication sur Tamara Gabbe à partir d'extraits des Journaux intimes de Lydia Tchoukovskaïa, Mémoire de Tamara Grigorievna Gabbe (in Znamia, 2001, n° 5).
En 2010, la chaîne de télévision russe Koultoura diffuse une émission sur Tamara Gabbe intitulée La Magicienne de la ville des maîtres dans un cycle d'émissions produites par Sergueï Dmitrienko intitulé Les Écrivains pour l'enfance (réalisé par Andreï Soudilovski).

Sur la tombe de Tamara Gabbe, on peut lire gravés des vers d'un poème de Samouil Marchak qui lui est consacré: 
Когда, как тёмная вода,
Лихая, лютая беда
       Была тебе по грудь,
Ты, не склоняя головы,
Смотрела в прорезь синевы

       И продолжала путь.

## Productions notables
- 1944: «Город мастеров» [La Ville des maîtres], théâtre central de l'Enfance (production de Leonid Volkov et Valentin Kolessaïev, prix Staline de IIe classe pour 1943-1944 en 1946, attribué aux réalisateurs, à l'interprète du rôle de Caracole, Ivan Voronov, à l'interprète du rôle du duc de Malicorne, Matveï Neumann ; T.G. Gabbe est mentionnée dans la décision d'attribution des prix en tant qu'auteur de la pièce, mais n'a pas été récompensée.
- 1951: «Город мастеров» [La Ville des maîtres] (letton : «Meistaru pilsēta») produit au théâtre de Riga en letton.
- 1959: «Волшебные кольца Альманзора» [Les Anneaux magiques d'Almanzor], théâtre de la Satire de Moscou (production d'Oleg Solus).
- 1959: «Хрустальный башмачок» [La Pantoufle de cristal] («Cendrillon»), théâtre dramatique de Kalouga.
- 1960 — «Сказка про Солдата и Змею» [Conte du soldat et du serpent], théâtre académique d'État Tourguéniev d'Oriol
- 2006: «Волшебные кольца Альманзора» Les Anneaux magiques d'Almanzor], théâtre académique du jeune spectateur Kisseliov de Saratov (production d'Alexandre Soloviov).
- 2012: «Волшебные кольца Альманзора» [Les Anneaux magiques d'Almanzor], théâtre de la créativité de la jeunesse (production de D.V. Lavrov).

## Filmographie
- 1965: Город мастеров [La Ville des maîtres] («Biélarousfilm», de Vladimir Bytchkov)
- 1977: Кольца Альманзора [Les Anneaux d'Almanzor] (studio Gorki, d'Igor Voznessenski)
- 1983: Оловянные кольца [Les Anneaux d'étain] (téléspectacle de la télévision de Léningrad, de Gleb Selianine)

### Scénario
- 1957: Исполнение желаний [La Réalisation des désirs] (dessin animé de «Soyouzmoultfilm», de V. et Z. Brumberg, scénario d'après le conte de Laboulaye Zerbin le Farouche.